# Lohmar
Lohmar er en by i Tyskland i delstaten Nordrhein-Westfalen med cirka 30.000 indbyggere. Den ligger i kreisen Rhein-Sieg-Kreis, cirka 15 km nordøst for Bonn.